# لاسلو بالوف (رسام)
لاسلو بالوف (بالمجرية: Balogh László)‏ هو رسام مجري، ولد في 12 يناير 1930 في سانتاندري في المجر.